# Departamento Santa Victoria
Das Departamento Santa Victoria ist eine von 23 Verwaltungseinheiten der Provinz Salta im Nordwesten Argentiniens. Es grenzt im Norden an Bolivien, im Osten an das Departamento Orán, im Süden an das Departamento Iruya und im Westen an die Provinz Jujuy. Der Verwaltungssitz des Departamentos ist das gleichnamige Dorf Santa Victoria.

## Bevölkerung
Gemäß dem letzten Zensus hat das Departamento Santa Victoria 11.122 Einwohner (INDEC, 2001). Nach Schätzungen des INDEC ist die Bevölkerung im Jahr 2005 auf 16.511 Einwohner gewachsen.

## Städte und Gemeinden
Das Departamento Santa Victoria ist in folgende Gemeinden (Municipios) aufgeteilt:
- Los Toldos
- Nazareno
- Santa Victoria
- Lizoite
- Rodeo Pampa